# Marcus Hook
Marcus Hook is een plaats (borough) in de Amerikaanse staat Pennsylvania, en valt bestuurlijk gezien onder Delaware County.

## Demografie
Bij de volkstelling in 2000 werd het aantal inwoners vastgesteld op 2314. In 2006 is het aantal inwoners door het United States Census Bureau geschat op 2258, een daling van 56 (-2,4%).

## Geografie
Volgens het United States Census Bureau beslaat de plaats een oppervlakte van 4,2 km², waarvan 2,9 km² land en 1,3 km² water. Marcus Hook ligt op ongeveer 31 m boven zeeniveau.

## Plaatsen in de nabije omgeving
De onderstaande figuur toont nabijgelegen plaatsen in een straal van 8 km rond Marcus Hook.